# Mali Planatak
Koordinati:   44°06′46″N, 14°57′04″E
Mali Planatak je majhen nenaseljen otoček v Jadranskem morju, ki pripada Hrvaški.
Otoček leži pred zalivom Bukašin na vzhodni obali Dugega otoka. Njegova površina meri 0,013 km². Dolžina obalnega pasu je 0,46 km.